# Microscopi digital
El microscopi digital es caracteritza per estar equipat amb una càmera digital que permet capturar imatges de la mostra. Aquestes imatges poden ser visualitzades en temps real en una pantalla incorporada al microscopi o transmeses a un ordinador.
Al microscopi digital, la càmera està situada al lloc de l'ocular. Això vol dir que en general els microscopis digitals no permeten observar la mostra amb els ulls. Una excepció són els microscopis trinoculars, aquests estan equipats amb dos oculars per observar la mostra amb els ulls i un tercer ocular on es col·loca una càmera digital.

## Història
Un dels primers microscopis digitals va ser fabricat per una empresa de Tòquio, Japó, el 1986, que ara es coneix com a Hirox Co LTD. Incloïa una caixa de control i una lent connectada a un ordinador. La connexió original a l'ordinador era analògica a través d'una connexió de S-vídeo. Amb el temps, aquesta connexió es va canviar a Firewire 800para manejar una gran quantitat d'informació digital provinent de la càmera digital. Al voltant de 2005 van introduir unitats avançades tot en un que no requerien un ordinador, però tenien el monitor i l'ordinador incorporats. Després, a finals de 2015, van llançar un sistema que un cop més tenia l'ordinador separades, però connectada a l'ordinador per USB 3.0, aprofitant la velocitat i longevitat de la connexió USB. Aquest sistema també era molt més compacte que els models anteriors amb una reducció en la quantitat de cables i grandària física de la unitat en si.
La invenció del port USB va donar com a resultat una multitud de microscopis USB que varien en qualitat i augment. Segueixen baixant de preu, especialment en comparació amb els microscopis òptics tradicionals. Ofereixen imatges d'alta resolució que normalment es graven directament en un ordinador i que també utilitzen l'energia de l'ordinador per a la seva font de llum LED incorporada. La resolució està directament relacionada amb la quantitat de megapíxels disponibles en un model específic, des 1.3 MP, 2 MP, 5 MP en endavant.

## Microscopis estèreo i digitals
Una diferència principal entre un microscopi estereoscòpic i un microscopi digital és l'ampliació. Amb un microscopi estereoscòpic, l'augment es determina multiplicant l'augment de l'ocular per l'augment de l'objectiu. Atès que el microscopi digital no té un ocular, l'augment no es pot trobar amb aquest mètode. En canvi, l'augment per a un microscopi digital es va determinar originalment per la quantitat de vegades més gran que es va reproduir la mostra en un monitor de 15 ". Si bé les mides dels monitors han canviat, la grandària física del xip de la càmera utilitzat no ho ha fet. Com a resultat, els números d'augment i el camp de visió segueixen sent els mateixos que en la definició original, independentment de la mida del monitor utilitzat. La diferència mitjana d'augment entre un microscopi òptic i un microscopi digital és d'aproximadament el 40%. Per tant, el nombre d'augment d'un microscopi estereoscòpic sol ser un 40% menor que el nombre d'augment d'un microscopi digital.
Atès que el microscopi digital té la imatge projectada directament a la càmera CCD, és possible tenir imatges gravades de més qualitat que amb un microscopi estereoscòpic. Amb el microscopi estereoscòpic, les lents estan fetes per l'òptica de l'ull. La connexió d'una càmera CCD a un microscopi estereoscòpic donarà com a resultat una imatge que té compromisos per l'ocular. Tot i que la imatge del monitor i la imatge gravada poden ser de més qualitat amb el microscopi digital, l'aplicació del microscopi pot determinar quin microscopi es prefereix.

## Ocular digital per a microscopis
Ocular digital per a microscopis El programari conté una àmplia gamma d'accessoris opcionals que ofereix múltiples usos, com observació de contrast de fase, observació de camp brillant i fosc, microfotografia, processament d'imatges, determinació de la mida de partícula en micres, informe patològic i administrador de pacients, microfotografia, gravació de vídeo d'etiquetatge, etc.

## Resolució
Amb un CCD típic de 2 megapíxels, es genera una imatge de 1600 × 1200 píxels. La resolució de la imatge depèn del camp de visió de l'objectiu utilitzat amb la càmera. La resolució aproximada de píxels es pot determinar dividint el camp de visió horitzontal (FOV) per 1600.
Es pot aconseguir una major resolució creant una imatge de subpíxeles. El mètode de desplaçament de píxels utilitza un actuador per moure físicament el CCD per tal de prendre diverses imatges superposades. En combinar les imatges dins del microscopi, es pot generar una resolució de subpíxeles. Aquest mètode proporciona informació de subpíxels, la mitjana d'una imatge estàndard també és un mètode provat per proporcionar informació de subpíxeles.

## Mesura 2D
La majoria dels sistemes de microscopis digitals d'alta gamma tenen la capacitat de mesurar mostres en 2D. Els mesuraments es realitzen en pantalla mesurant la distància de píxel a píxel. Això permet mesures de llarg, ample, diagonal i cercle, així com molt més. Alguns sistemes fins i tot són capaços de comptar partícules.

## Mesura i models 3D
El mesurament 3D s'aconsegueix amb un microscopi digital mitjançant l'apilament d'imatges. Amb un motor pas a pas, el sistema pren imatges des del pla focal més baix en el camp de visió fins al pla focal més alt. Després, reconstrueix aquestes imatges en un model 3D basat en el contrast per donar una imatge en color 3D de la mostra. A partir d'aquests models es poden generar imatges hologràfiques en 3D que faciliten realitzar mesuraments i anàlisi més precisos. A més, les imatges 3D generades són exportables i faciliten l'estudi de les mostres sense necessitat del microscopi com a element de visualització.